# I Had Too Much to Dream (Last Night)
«I Had Too Much to Dream (Last Night)» — песня американской гаражной рок-группы The Electric Prunes, выпущенная в качестве сингла с дебютного альбома The Electric Prunes.

## Участники записи
- Джеймс Лоу ― вокал, автоарфа, ритм-гитара, тамбурин
- Кен Уильямс ― соло-гитара
- Джеймс Спаньола ― ритм-гитара, бэк-вокал
- Марк Тулин ― бас-гитара, фортепиано, орган
- Престон Риттер ― ударные

## Чарты
| Чарт (1966-1967)                         | Высшая позиция |
| ---------------------------------------- | -------------- |
| UK Singles (The Official Charts Company) | 49             |
| US Billboard Hot 100                     | 11             |
| Canada RPM                               | 13             |